# Valognes
Valognes is een gemeente in het Franse departement Manche (regio Normandië). De gemeente telde 6.896 inwoners op 1 januari 2022. De plaats ligt 20 kilometer ten zuidoosten van Cherbourg en maakt deel uit van het arrondissement Cherbourg.

## Geschiedenis

### Alauna

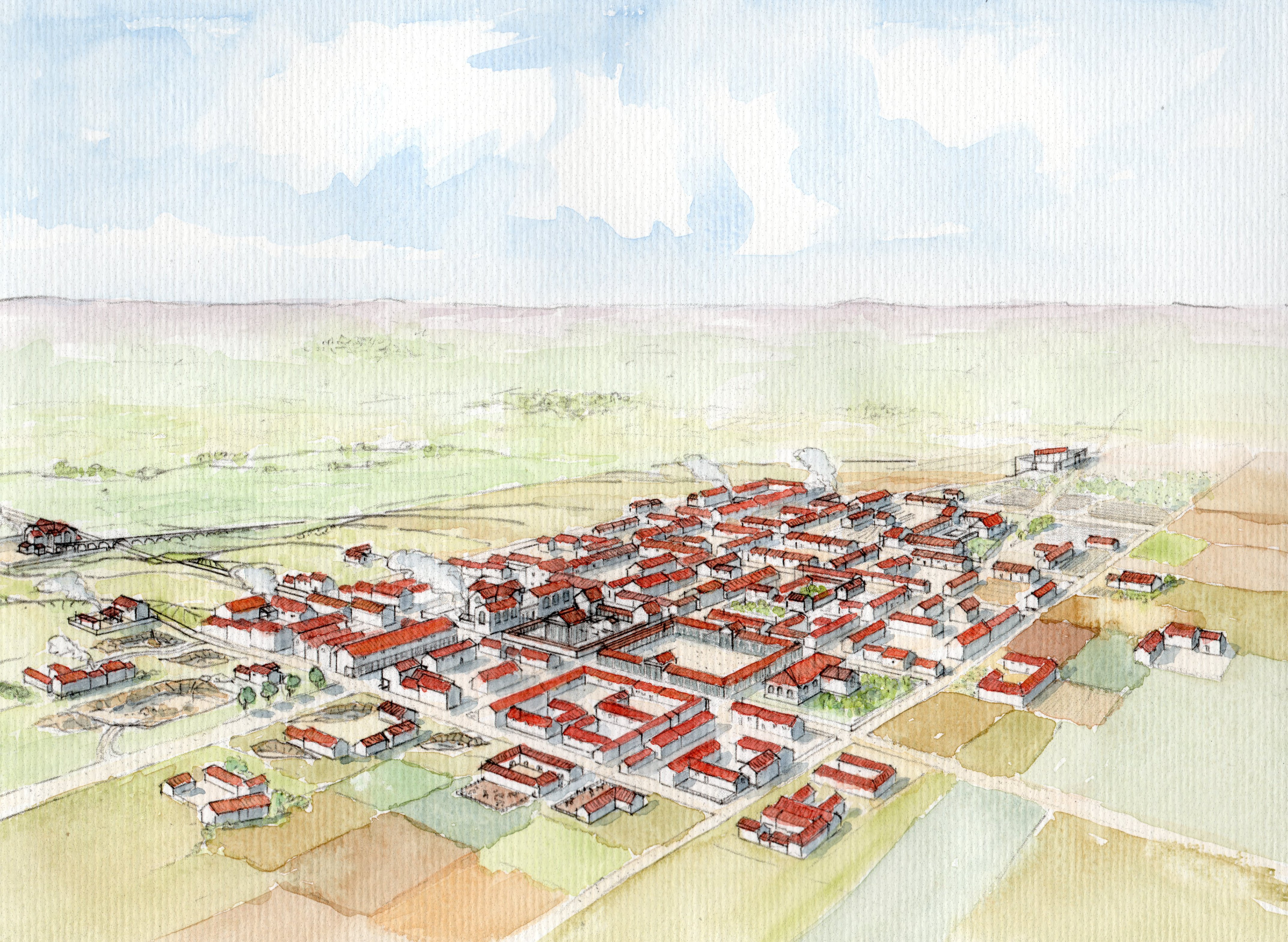
Artistieke impressie van Alauna tijdens haar bloei, met centraal het forum en het heiligdom, links de thermen en achteraan het Romeins theater

Valognes gaat terug op een nederzetting van de Gallische stam van de Unelles. In de Gallo-Romeinse periode stond de plaats bekend als Alauna en tijdens de 1e en 2e eeuw was het samen met Cosedia (Coutances) een hoofdstad van de Unelles. Er werden een forum, een cultusplaats, thermen en een theater met meer dan 3000 plaatsen gebouwd. De bewoning strekte zich uit over 45 ha maar na het jaar 250 begon de achteruitgang. In de tweede helft van de 4e eeuw hield Alauna op te bestaan.

### Middeleeuwen

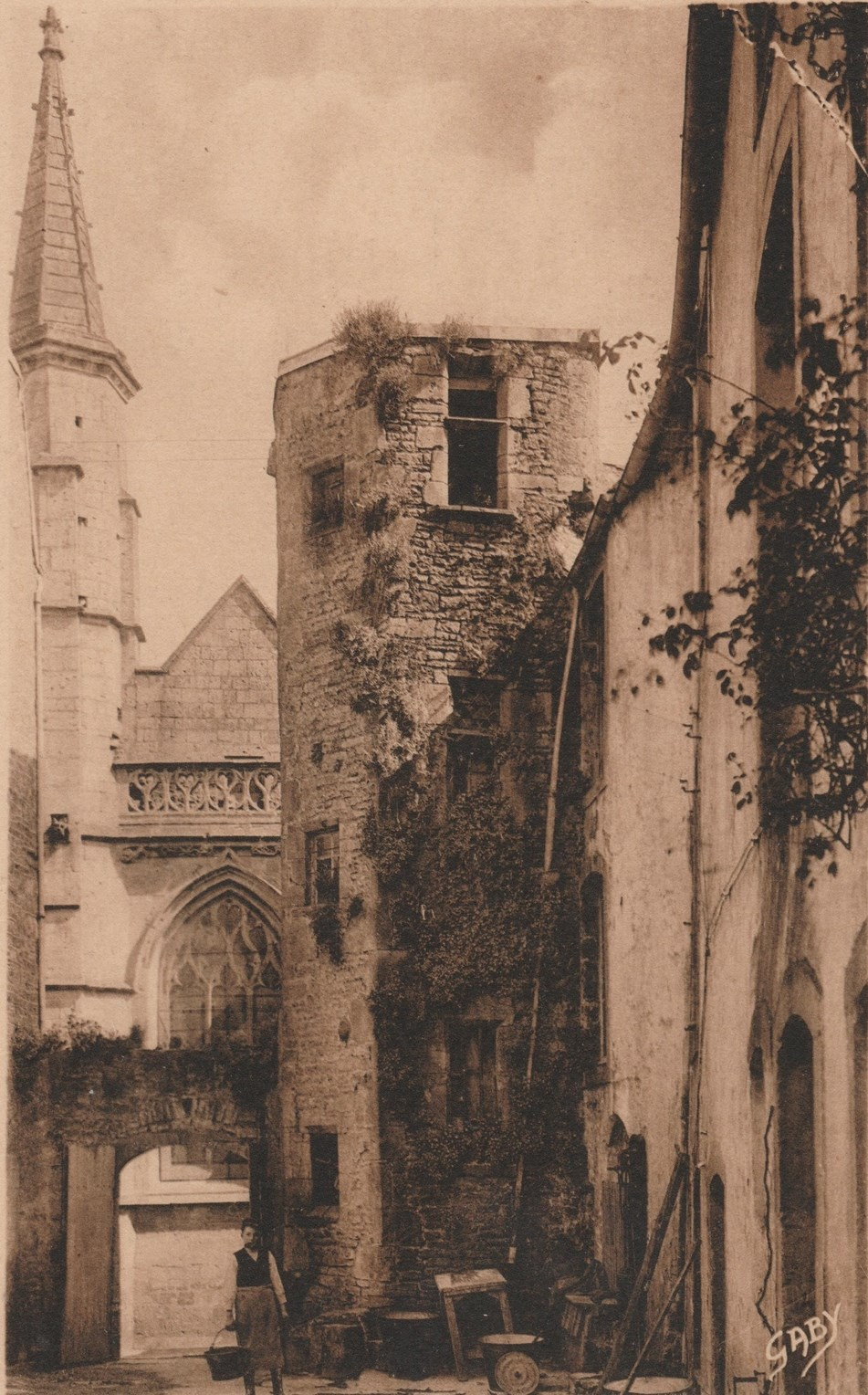
Resten van het hertogelijk kasteel (voor 1944)

In de 9e en de 10e eeuw had de streek te lijden onder invallen van Bretoenen en Noormannen. De hertogen van Normandië hadden een kasteel in Valognes. Rond dit kasteel en de de parochiekerk groeide de stad. Rond 1060 schonk Willem de Veroveraar een groot domein in Valognes aan Geoffroy de Montbray, de bisschop van Coutances. Hij liet er een landhuis bouwen. Al in de 11e eeuw stond er een watermolen op de Merderet. In de 12e eeuw verbleven de Engelse koningen van het huis Plantagenet geregeld in het hertogelijk kasteel. In 1204 kwam Valognes met de rest van Normandië in handen van koning Filips II van Frankrijk.
In 1354, tijdens de Honderdjarige Oorlog, kwam de stad in handen van Karel de Slechte. Hij liet het hertogelijk kasteel versterken en plaatste er een garnizoen. In de volgende decennia kende de stad veel oorlogsgeweld en epidemieën. Tussen 1418 en 1450 was de stad in Engelse handen. Koning Lodewijk XI schonk de stad in 1450 in apanage aan zijn dochter Johanna van Valois en dit luidde een periode van bloei in. De schade aan het kasteel en de parochiekerk werden hersteld. De stad kreeg een hospitaal en een franciscanenklooster. De economie bloeide dankzij de leder- en lakennijverheid en werd ook een administratief centrum.

### Vroegmoderne tijd
De bloei zette zich door in de 16e eeuw ondanks de Hugenotenoorlogen. Met de Contrareformatie kwamen er in de 17e eeuw een benedictinessenabdij, een kapucijnenklooster en een seminarie in de stad. Er kwam ook een nieuwe hospitaal. In de tweede helft van de 17e eeuw zakte de nijverheid in door de hoge belastingen, maar de stad behield een rijke burgerij. In 1689 werd het oude versterkte kasteel afgebroken.

### Moderne tijd
Na de Franse Revolutie verloor Valognes zijn functie als administratief centrum deels aan Cherbourg. Wel werden een nieuw stadhuis (1810) en gerechtsgebouw (1830) geopend. In 1858 opende het treinstation en de industrie (verwerking van koemelk en steenbewerking) ontwikkelde zich.
In juni 1944 werd een groot deel van de stad verwoest tijdens Amerikaanse luchtbombardementen. Na de oorlog volgde de wederopbouw.

## Geografie
De oppervlakte van Valognes bedroeg op 1 januari 2022 15,63 vierkante kilometer; de bevolkingsdichtheid was toen 441,2 inwoners per km².
Valognes ligt op het schiereiland Cotentin. De Merderet stroomt door de gemeente.
De onderstaande kaart toont de ligging van Valognes met de belangrijkste infrastructuur en aangrenzende gemeenten.

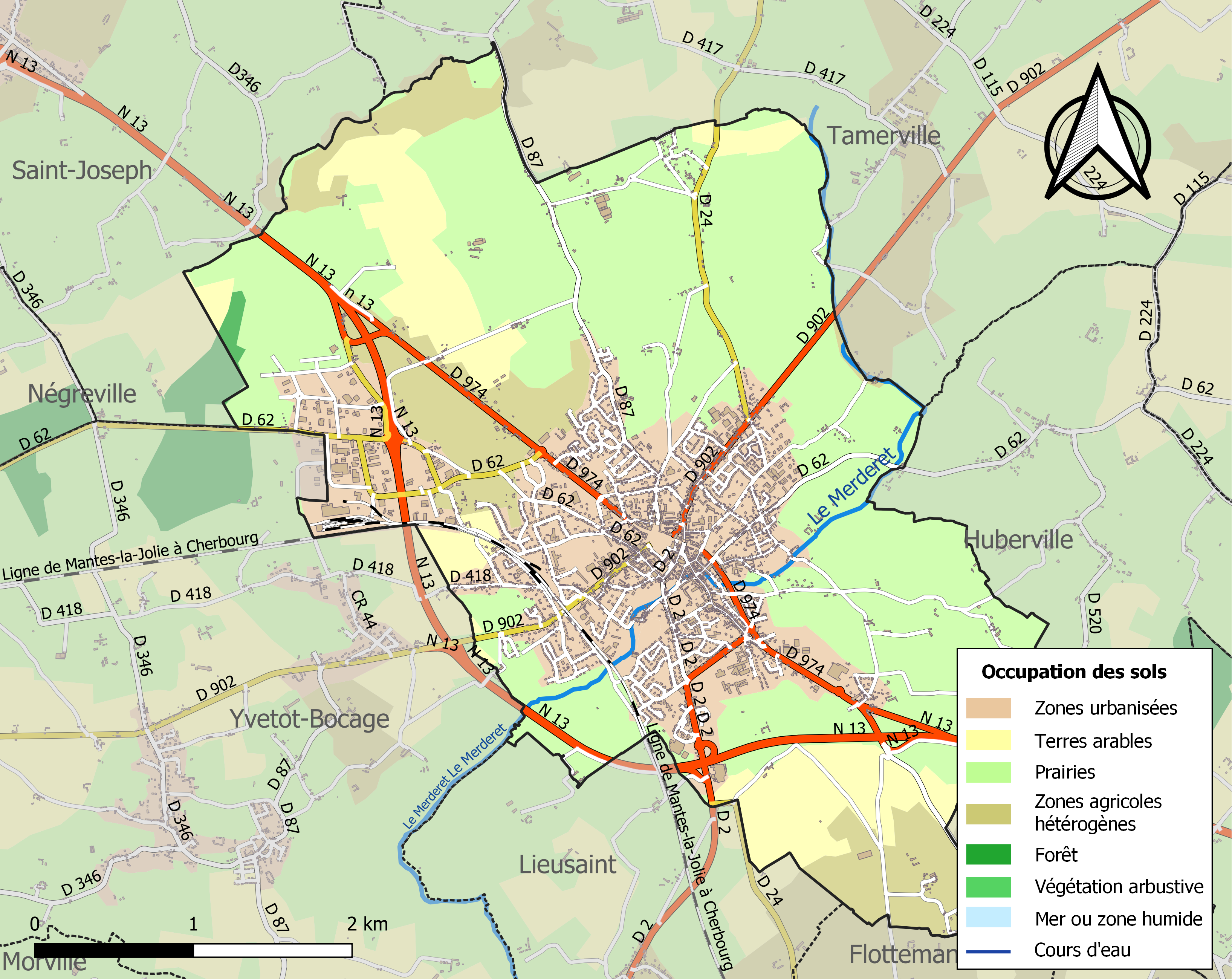

## Verkeer en vervoer
In de gemeente ligt spoorwegstation Valognes.

## Demografie
Onderstaande figuur toont het verloop van het inwonertal (bron: INSEE-tellingen).

## Bezienswaardigheden
In de wijk Alleaume liggen de resten van de thermen en het theater van het antieke Alauna.

### Musea
In Valognes zijn twee musea gevestigd; beide gewijd aan dranken waar Normandië bekend om staat.
- Het Musée Régional du Cidre is gewijd aan cider.[5]
- Het Musée de l'Eau-de-Vie et des Vieux Métiers aan calvados.[6]

### Afbeeldingen

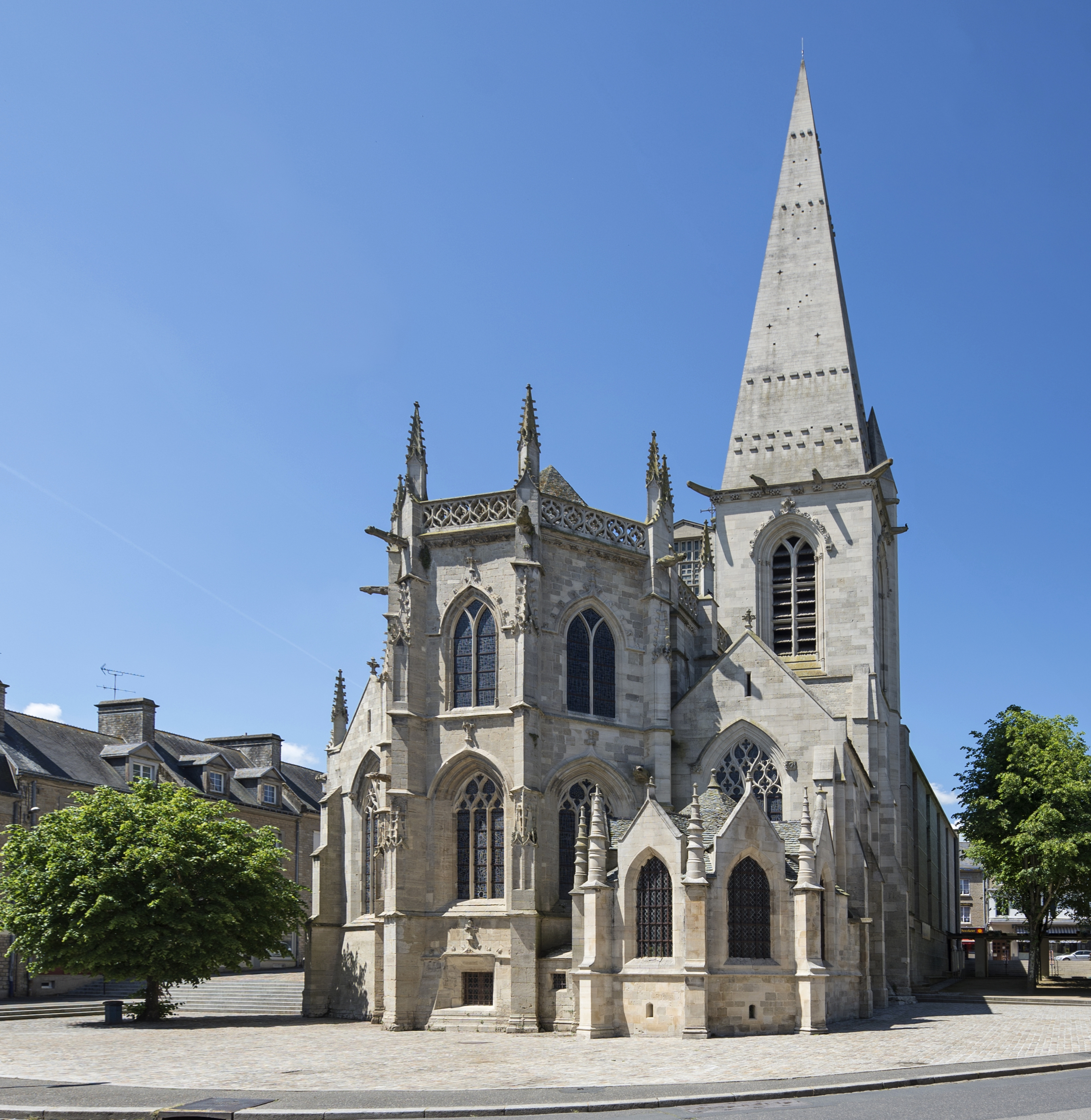
Église Saint-Malô
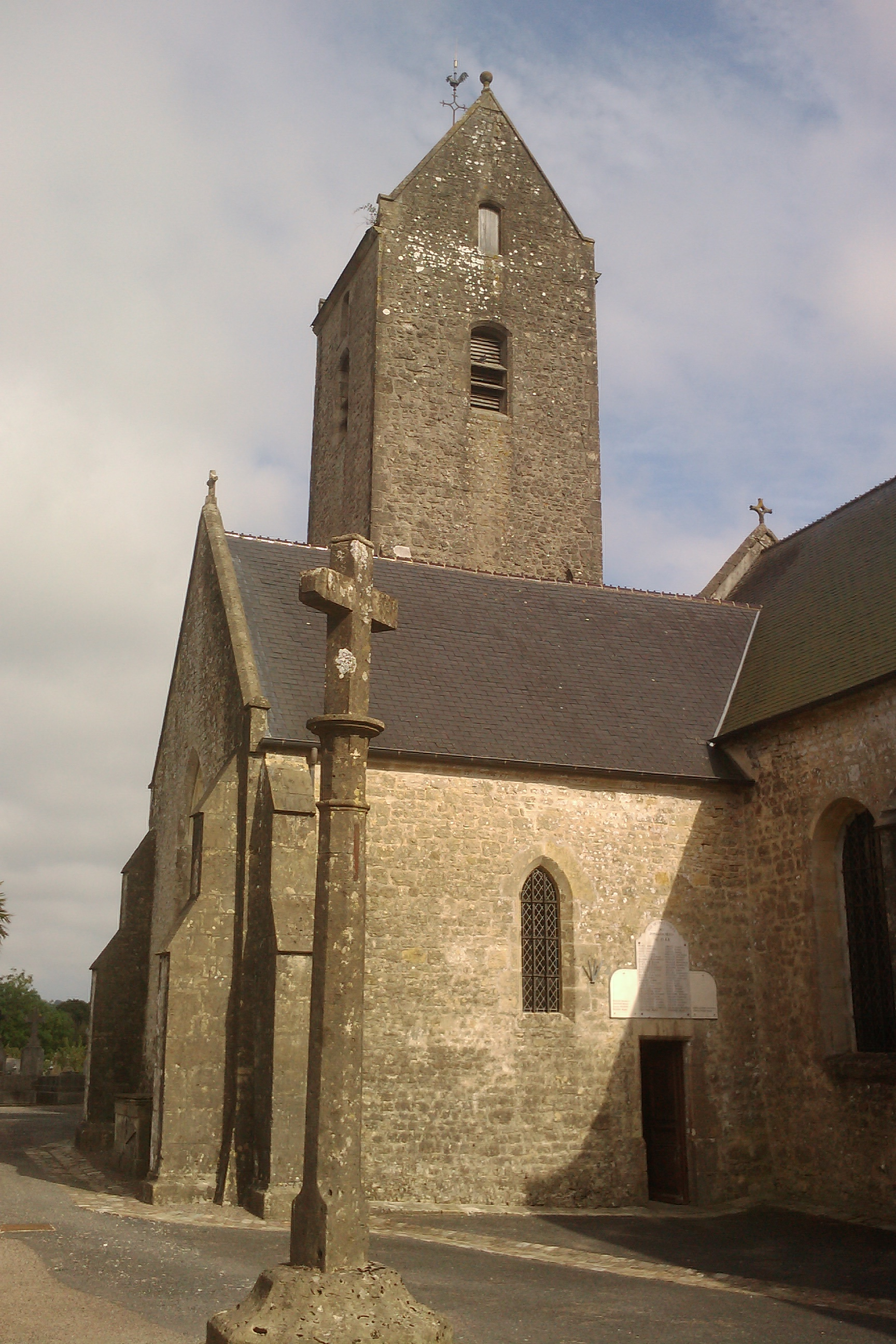
Église Notre-Dame (Alleaume)
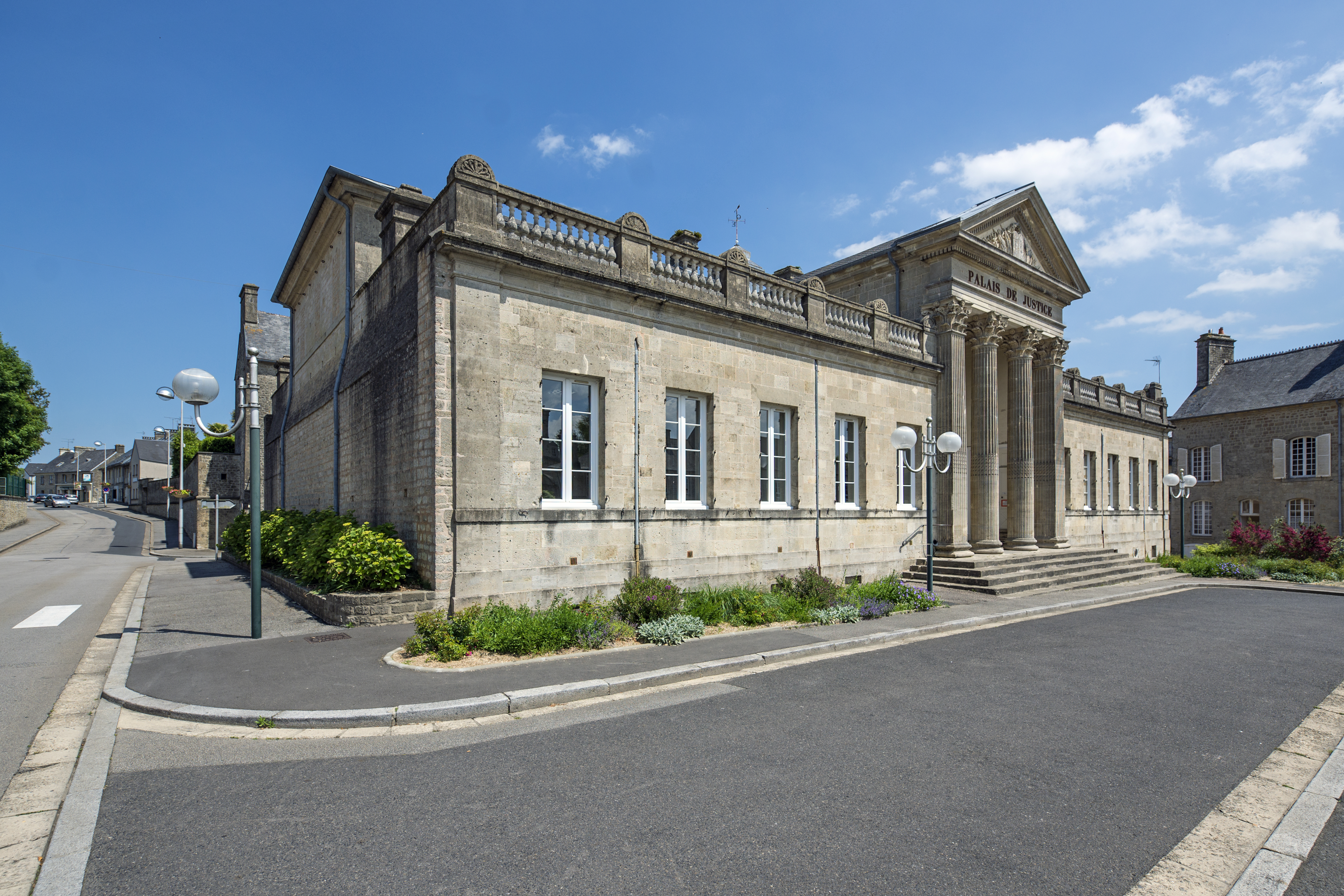
Gerechtsgebouw
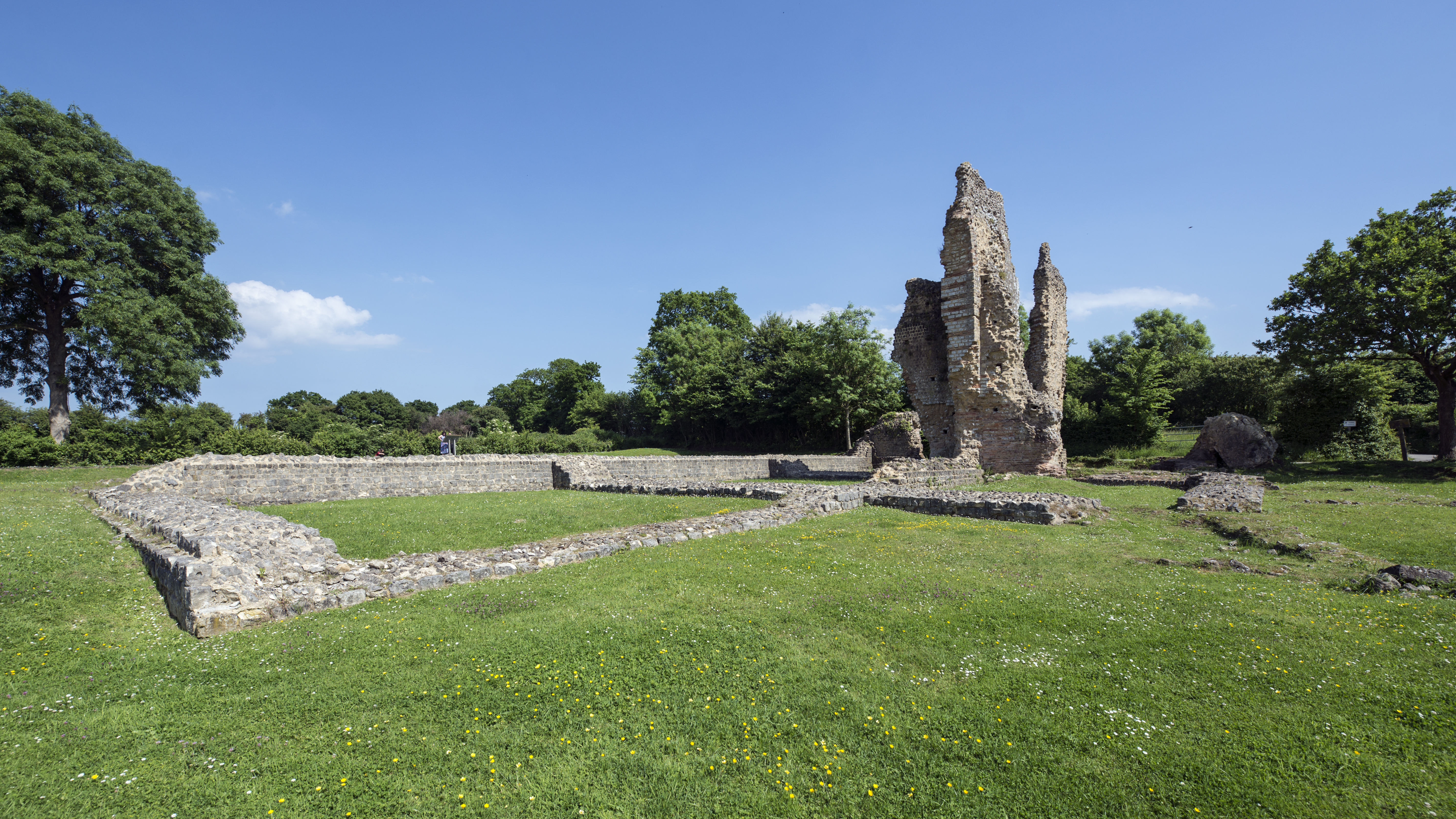
Gallo-Romaanse thermen van Alauna

## Partnersteden
- Stolberg (Rijnland)
- Wimborne Minster

## Geboren
- Guillaume Mauquet de la Motte (1655-1737), arts
- Jean-Gabriel Legendre (1714-1770), architect en ingenieur
- Bon-Joseph Dacier (1742-1833), geschiedkundige
- Félix Vicq d'Azyr (1748-1794), arts en encyclopedist
- Théophile-Jules Pelouze (1807-1867), scheikundige
- Léopold Delisle (1826-1910), bibliothecaris en geschiedkundige
- Félix Buhot (1847-1898), kunstschilder en graficus
- Gustave Le Rouge (1867-1938), schrijver
- Louis Alix (1909-1984), beeldhouwer
- Anthony Delaplace (1989), wielrenner
- Frédéric Guilbert (1994), voetballer